# Эгиз-Тинах
Эги́з-голь или Эги́з-Тина́х (укр. Егіз-голь, крымскотат. Egiz göl, Egiz tıynaq, Эгиз голь, Эгиз тыйнакъ) — озеро на востоке горного массива Караби-яйла на территории Алуштинского горсовета. Площадь — 0,03 км². Тип общей минерализации — пресное. Происхождение — карстовое. Группа гидрологического режима — бессточное.

## География
Входит в Группу озёр на яйлах. Длина — 0,19 км. Ширина макс — 0,15 км, сред — км. Площадь водосбора — 0,12 км². Высота над уровнем моря: 970 м. Ближайшие населённые пункты: сёла Зеленогорье и Приветное, расположенные восточнее озера.
Расположено на территории ландшафтного заказника Караби-яйла и Новокленовского лесничества Белогорского лесхоза.